# Шуклино (Устюженский район)
Шуклино — деревня в Устюженском районе Вологодской области.
Входит в состав Лентьевского сельского поселения, с точки зрения административно-территориального деления — в Лентьевский сельсовет.
Расстояние по автодороге до районного центра Устюжны — 8 км, до центра муниципального образования деревни Лентьево — 15 км. Ближайшие населённые пункты — Лычно, Оснополье, Чирец.
Население по данным переписи 2002 года — 2 человека.

## Известные уроженцы
- Косарев, Василий Васильевич (1896—1958) — советский военачальник, генерал-лейтенант инженерных войск.